# Veenreukgras
Veenreukgras (Hierochloe odorata, synoniem: Anthoxanthum nitens (Weber) Y.Schouten & Veldk.) is een vaste plant die behoort tot de grassenfamilie (Gramineae of Poaceae). De soort staat op de Nederlandse Rode lijst van planten als vrij zeldzaam en matig afgenomen. 
De plant heeft zijn naam te danken aan de toffee-achtige (coumarine) geur. 

## Verspreiding
Veenreukgras komt van nature voor in noordelijk Eurazië en Noord-Amerika. In Nederland komt de plant vooral voor in Noord- en Zuid-Holland en Utrecht.

## Ecologie
De plant komt voor op natte meso-oligotrofe grond in gras- en rietlanden, langs het water en bosjes.

## Kenmerken
De plant wordt 20-80 (soms tot 120) cm hoog en heeft ver kruipende wortelstokken. Op de knopen van de wortelstok staat per knoop één (soms twee) vegetatieve stengel of een vrij korte bloeistengel. De bladeren van de bloeistengel zijn enkele centimeters lang, maar die van de vegetatieve stengel tot 30 cm lang. De bladeren zijn aan de onderkant onbehaard en glanzend. De bovenkant van het blad is dof en verspreid behaard. Het tongetje (ligula) is 2-4 mm lang.
Veenreukgras bloeit van april tot juni met wijde pluimen. De takken van de pluim zijn heen en weer gebogen. De aan de voet groene of paarse en naar boven toe goudbruine, driebloemige aartjes zijn 3,5-5 mm lang. De vliezige, bootvormige, eironde kelkkafjes zijn ongeveer even lang als het onderste kroonkafje (lemma) van de mannelijke bloemen en hebben een onregelmatig getande top. De onderste, 2,8 en 3,3 mm lange kroonkafjes van de vruchtbare bloem zijn korter dan die van de twee mannelijke, steriele bloemen. De onderste kroonkafjes zijn min of meer behaard.
De vrucht is een graanvrucht.

## Gebruik
Veenreukgras werd vroeger in Noord-Europa op heiligendagen voor kerkdeuren gestrooid, waarschijnlijk vanwege de geur die het verspreidde.
In Frankrijk werden de planten gebruikt als smaakstof in snoep, tabak, limonade en parfums.
In Rusland werden de planten gebruikt als smaakstof in thee en nu nog in wodka.
In Polen wordt de soort gebruikt in Żubrówka, Poolse wodka.
De inheemse bewoners van Noord-Amerika gebruiken de plant bij rituelen en maken van de lange bladeren manden. Ook is beschreven dat inheems Amerikanen in onder meer Montana en Alberta bossen gras ophangen om muggen te verdrijven.

## Varia
In augustus 2015 werd bekend dat wetenschappers de flavonoïden hadden geanalyseerd die ervoor zorgen dat veenreukgras muggen verdrijft.

## In andere talen
- Duits: Duftendes Mariengras, Vanillengras
- Engels: Sweet grass, Holy grass
- Frans: Herbe aux bisons